# ニコライ・メゼンツォフ

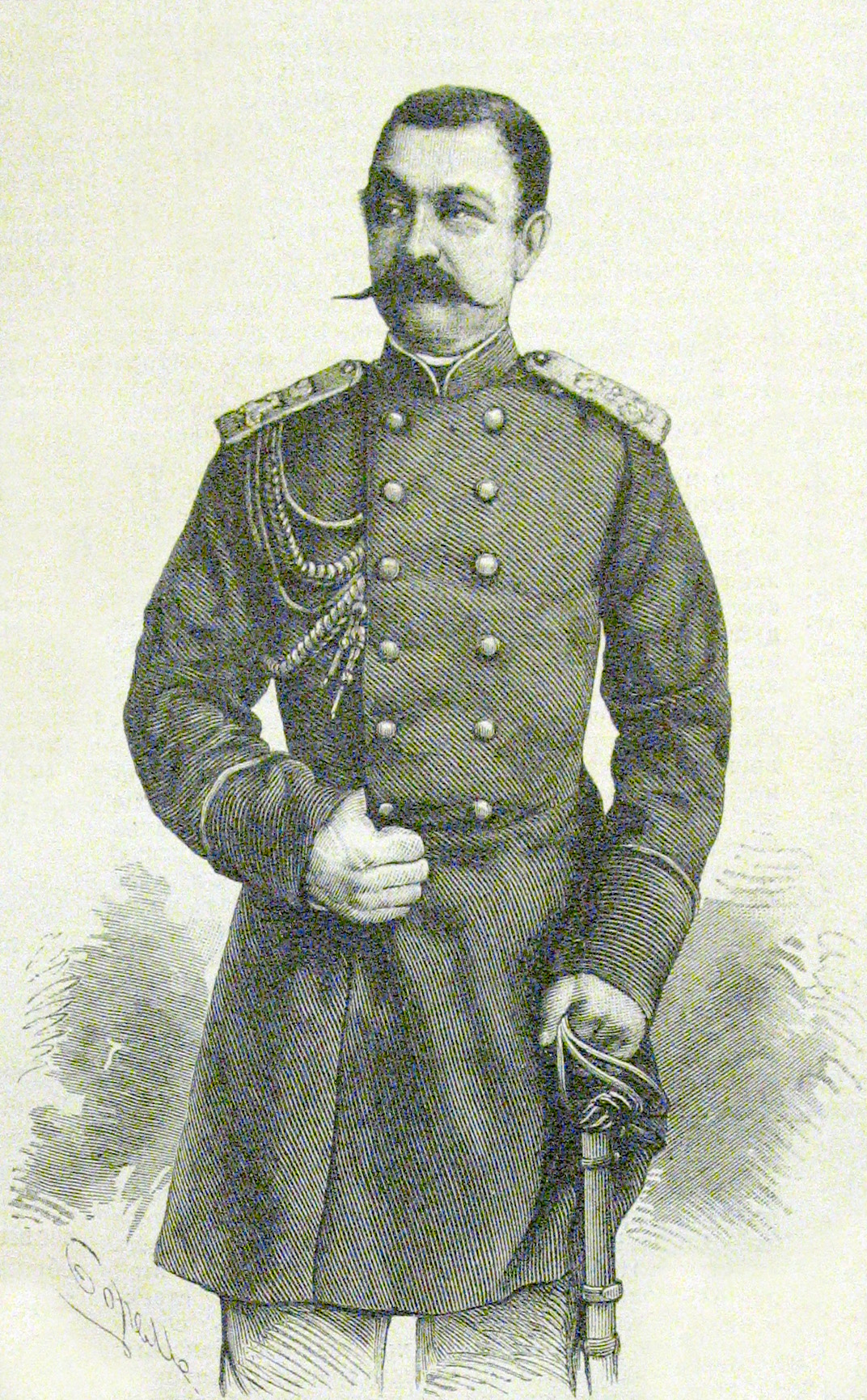
ニコライ・メゼンツォフ

ニコライ・ウラジーミロヴィチ・メゼンツォフ（メゼンツェフ、ロシア語: Николай Владимирович Мезенцов、Nikolai Vladimirovich Mezentsov、ユリウス暦1827年4月4日（グレゴリオ暦4月23日） - ユリウス暦1878年8月4日（グレゴリオ暦8月16日））は、帝政ロシアの政治家、軍人。1871年高級副官。1877年ロシア帝国国家評議会議員。
1845年軍に入る。1853年から1856年、クリミア戦争に従軍している。1864年憲兵隊参謀長。1874年憲兵隊副司令官を経て、1876年憲兵隊司令官兼皇帝官房第三部長官に就任した。
1877年、政治犯に対する集団裁判「193人事件」では、法廷が数人の被告に重刑を課した以外、残りを比較的軽い量刑と課したのに対し、メゼンツォフは、皇帝アレクサンドル2世に献策し、その結果、刑期延長の判決訂正が行われ、ロシア社会を震撼とさせた。
1878年8月、サンクトペテルブルクのネフスキー大通りで白昼、「土地と自由」の活動家で元砲兵中尉、セルゲイ・ステプニャク＝クラフチンスキーによって刺殺された。メゼンツェフは刺された直後は致命傷とは気づかず、自邸にたどり着いた後、死去した。ステプニャク＝クラフチンスキーは事件後にロシアを脱出し、イギリス、アメリカを転々とした後に1895年にロンドンで鉄道事故により死去している。